# Anomalocardia flexuosa
Anomalocardia flexuosa é uma espécie de molusco Bivalvia, marinha e litorânea, da família Veneridae e gênero Anomalocardia, considerada a sua espécie-tipo.
Classificada por Carolus Linnaeus e denominada Venus flexuosa, em 1767, na sua obra Systema Naturae. Habita as costas do oeste do Atlântico, do golfo do México e mar do Caribe até a região sul do Brasil e o Uruguai; com indício de sua presença em Madagáscar, na África Oriental; enterrando-se, geralmente em pequena profundidade, de 1.5 até 5 metros, no substrato arenoso-lodoso de águas rasas e próximas da zona entremarés das praias bem abrigadas, incluindo principalmente os ambientes de água salobra, próximos a estuários, como os mangues.
É usada para a alimentação humana, para a produção de cal e na pavimentação de estradas, no Brasil, sendo explorada comercialmente; podendo ser encontrada em sambaquis, do Espírito Santo até Santa Catarina.
É uma espécie comum, em 2018 sendo colocada no Livro Vermelho do ICMBio; considerada uma espécie pouco preocupante (LC), com a conclusão desta avaliação feita em 2012.

## Descrição da concha
Anomalocardia flexuosa possui concha trigonal e inflada, de brilho vítreo ou opaca, com a região de seus umbos, subcentrais e curvos, arredondada; de valvas espessas, bem abauladas e similares; com superfície fortemente ondulada, por vezes cortada por finas linhas radiais e visíveis; com coloração variando do branco ou branco-amarelado ao alaranjado ou castanho-avermelhado; por vezes com áreas sujas ou ornamentação de linhas curtas e densas em zigue-zague; podendo atingir tamanhos de aproximadamente 3.5 centímetros de comprimento, quando bem desenvolvida. Perióstraco brilhante. O interior das valvas é branco, porcelanoso, com a borda serrilhada e, muitas vezes, manchas acinzentadas.

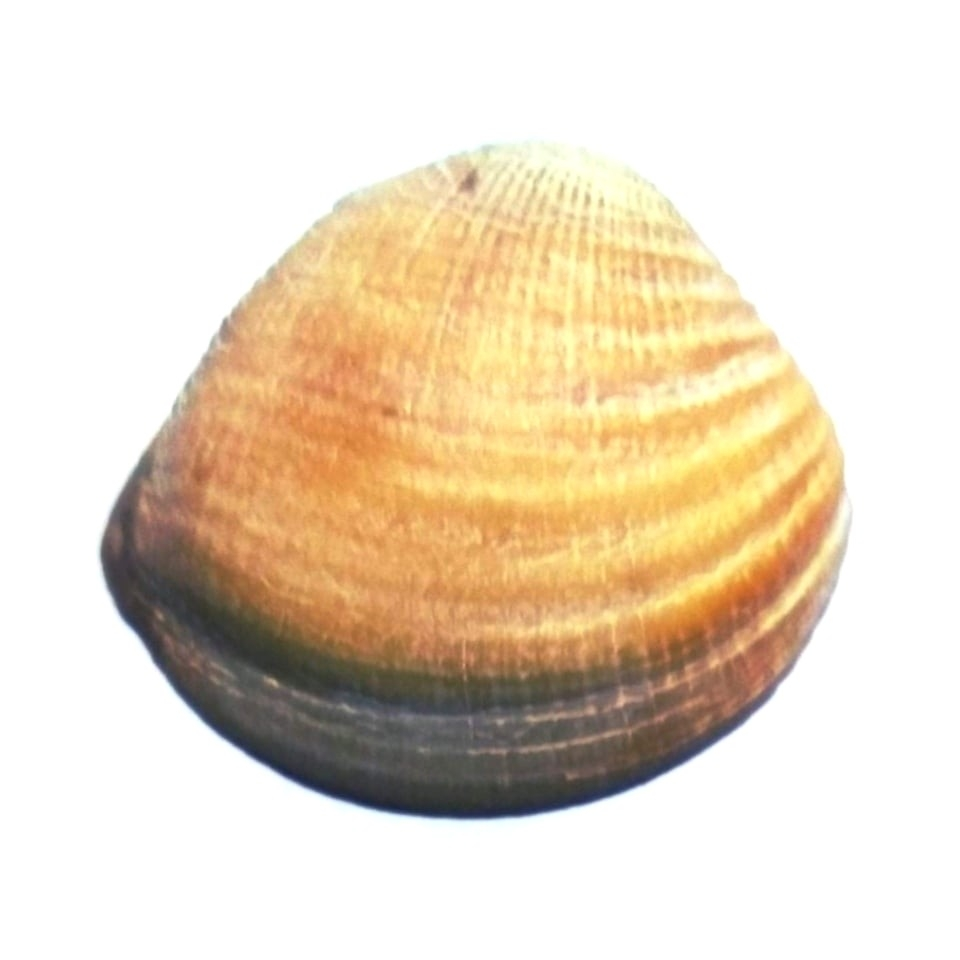
Um espécime de A. flexuosa expõe o seu relevo reticular e quase imperceptível, se comparado ao de outras espécies; coletado na praia de Atalaia Velha, Sergipe, região nordeste do Brasil, sem o animal.

## Predação
O guia Conchas de Moluscos Marinhos do Paraná afirma que esta espécie é predada por caramujos, ou búzios, como Pugilina tupiniquim; antes denominada Pugilina morio; peixes e siris.

## Nomenclatura
Durante o século XX, e até o início do século XXI, era cientificamente denominada Anomalocardia brasiliana; nomeada, em inglês, West Indian pointed Venus;
Em português, no Brasil, cernambi – Segundo o Dicionário Aurélio, nome dado especialmente para esta espécie; ainda citando Amarilladesma mactroides e Erodona mactroides, sob tal nome, com o Dicionário Houaiss mudando sua grafia para sernambi (ou sarnambi) e acrescentando, também, Tivela mactroides, Eucallista purpurata, Phacoides pectinatus e Donax hanleyanus – , cernambitinga, sernambitinga ou sarnambitinga, berbigão – Sobre o qual Rodolpho von Ihering afirma que, "em Portugal dão este nome à concha que aqui mencionamos sob mija-mija" (Dallocardia muricata); que é da mesma família e diferente espécie (Cerastoderma edule) e que, segundo Eurico Santos, "propagou-se e por confusão estendeu-se a outros", como a Tivela mactroides – , bergão, burdigão, papa-fumo, bebe-fumo, sarro-de-pito, sarro-de-peito – Provavelmente um erro da grafia anterior – , fumo-de-rolo, fuminho, chumbinho, conchinha, maçunim, marisco-pedra, marisquinho, pimentinha, samanguaiá, samanguiá, samongoiá, simanguaiá, simongoiá, simongóia, sapinhoá, pedrinha, vôngoli, ou vôngole; um italianismo; ou ainda liliu – em algumas localidades do litoral nordestino do Brasil

## Etimologia
A etimologia do epíteto específico flexuosa significa "curvado, com muitas curvas, cheio de curvas, sinuoso ou tortuoso". Já a denominação de seu gênero, Anomalocardia, significa coração anômalo, com "cardia" sendo derivado de cardium.